# Montanhac (Gard)
Montanhac és un municipi francès, situat al departament del Gard i a la regió d'Occitània.